# Quả Thân vương

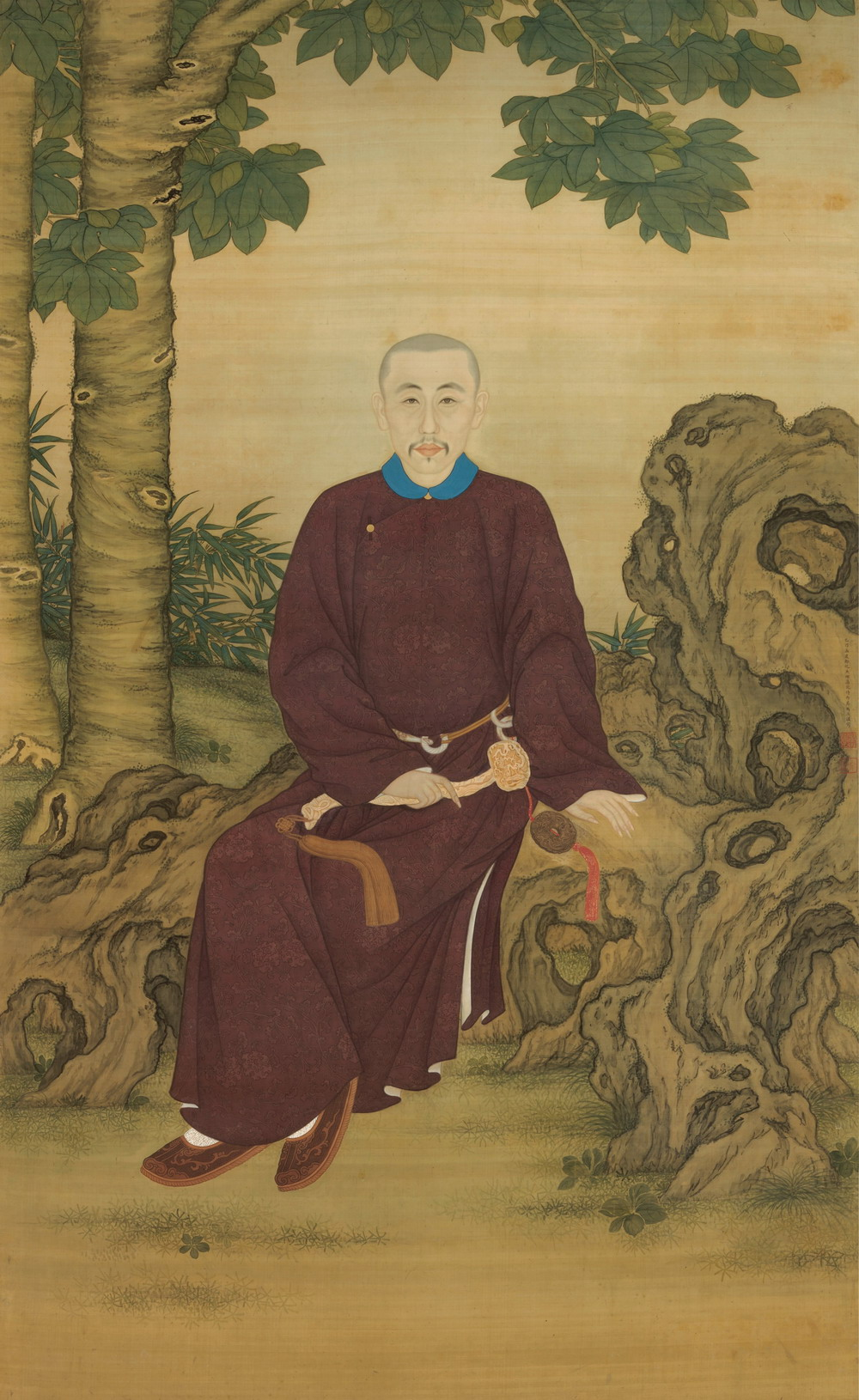
Doãn Lễ - thủy tổ Quả vương phủ

Hòa Thạc Quả Thân vương (chữ Hán: 和碩果親王, tiếng Mãn: ᡥᠣᡧᠣᡳ
 ᡴᡝᠩᠰᡝ
 ᠴᡳᠨ ᠸᠠᠩ, Möllendorff: Hošoi kengse cin wang, Abkai: Hoxoi kengse qin wang) là tước vị Thân vương truyền đời của nhà Thanh trong lịch sử Trung Quốc.

## Khái quát
Thủy tổ của Quả vương phủ là Dận Lễ  - Hoàng thập thất tử của Thanh Thánh Tổ Khang Hi Hoàng đế. Năm Ung Chính nguyên niên (1723), ông được phong tước Quả Quận vương (果郡王), đến năm thứ 6 (1728), tấn phong làm Quả Thân vương (果親王). Ông từ khi còn nhỏ tư chất thông minh, nhưng lại không có tham vọng Hoàng vị như các anh em khác, nên ông trở thành một trong số những Hoàng đệ được Ung Chính Đế tin tưởng nhất. Khi Ung Chính Đế băng hà, ông cũng là một trong bốn người được di chiếu phò trợ Tân đế đăng cơ, chính là Thanh Cao Tông Càn Long Hoàng đế. Quả vương phủ sau khi phân phủ, được phân vào Hữu dực cận chi Chính Hồng kỳ đệ nhất tộc.
Quả vương phủ từ khi thành lập đến khi lụi tàn, truyền được tổng cộng 10 đời, trong đó có 1 vị Thân vương, 2 vị Quận vương, trở thành một trong những Vương phủ không phải Thiết mạo tử vương có nhiều đời được phong Vương nhất lịch sử nhà Thanh. Khi Dận Lễ qua đời, ông có một người con trai, nhưng không may chết yểu. Niệm tình công lao của Dận Lễ nên Càn Long Đế ra chỉ cho Hoàng lục tử Hoằng Chiêm (弘曕), cũng là Hoàng đệ của mình, xuất tự làm con của Dận Lễ, từ đó tiếp tục truyền thừa tước vị.

### Ý nghĩa phong hiệu
Phong hiệu ["Quả"] của Dận Lễ, Mãn văn là 「kengse」, ý là "Quyết đoán", "Quả cảm". Theo 《 Khang Hi tự điển 》, "Quả...Quyết dã", trong 《 Lễ · Nội tắc 》chép: 『 tương vi thiện tư, di phụ mẫu lệnh danh tất quả 』 đều là cùng một ý nghĩa.

### Chi hệ
Hoằng Chiêm có tất cả 3 con trai, ngoại trừ con trai thứ ba Vĩnh Nạp là thứ xuất lại mất sớm năm 6 tuổi, còn lại con trai trưởng Vĩnh Tú và con trai thứ hai Vĩnh Xán đều là đích xuất, cũng đều sống đến tuổi trưởng thành, hình thành nên 2 chi hậu duệ cho Quả vương phủ. Tuy nhiên, Vĩnh Tú có tất cả 4 con trai, 3 người con sau đều mất sớm, chỉ còn con trai trường là Miên Tòng nhưng lại không có hậu duệ, vì vậy huyết mạch chi hệ Vĩnh Tú đến đời Miên Tòng thì chấm dứt, do hậu duệ của Vĩnh Xán kế thừa. Về mặt Tông pháp mặc dù vẫn là 2 chi hậu duệ, nhưng trên thực tế đều là hậu duệ của Vĩnh Xán.
Đại tông của Quả vương phủ về cơ bản đều do chi hệ của Vĩnh Tú kế thừa, mặc dù có một lần do hậu duệ chi Vĩnh Xán kế thừa nhưng chỉ có 1 đời liền trả lại cho chi của Vĩnh Tú. Nhân số hậu duệ Quả vương phủ không đông, đến năm 1937, nam hậu duệ chỉ có 10 người, những năm gần đây thì không rõ tin tức, có khả năng đã tuyệt tự.

### Địa vị
Dận Lễ là một trong các Tông thất được Ung Chính Đế tín nhiệm, chỉ sau Di Hiền Thân vương Dận Tường, ngang với Trang Khác Thân vương Dận Lộc. Sau khi Dận Lễ qua đời, lại do con trai của Ung Chính Đế kế thừa, quan hệ với Hoàng đế lại càng gần hơn. Tuy nhiên, hậu duệ của Quả vương phủ lại không có nhiều thành tựu nổi bật về mặt chính trị, điều này có quan hệ nhất định với việc nhân khẩu Quả vương phủ không đông.

### Kỳ tịch
Sau khi Quả vương phủ nhập Kỳ, được phân tại Hữu dực Cận chi Chính Hồng kỳ đệ nhất tộc, cùng tộc với Thành vương phủ (hậu duệ Vĩnh Tinh), phủ Bối lặc Vĩnh Cơ, Chung vương phủ (hậu duệ Dịch Hỗ).

### Phủ đệ
Quả Thân vương phủ nằm ở cổng phía Tây của Đông Quan viên, thuộc khu Đông Thành. Phủ chia làm hai bộ phận là phần phía Tây và phần phía Đông, phần phía Tây là chủ thể, có cổng chính 5 gian, chính điện 7 gian, phối phòng hai bên Đông - Tây mỗi bên 7 gian, hậu điện 5 gian, tẩm điện và dãy nhà sau mỗi nơi 7 gian. Phần phía Đông là khu sinh hoạt, có hoa viên. Phủ này về sau được ban cho con trai của Gia Khánh Đế là Miên Hân là Thụy vương phủ, Đại tông Quả vương phủ thì chuyển đến sống ở ngõ nhỏ Mạnh Đoan, đến năm 1941 thì đem bán phủ ở ngõ nhỏ Mạnh Đoan này.

### Viên tẩm
Viên tẩm của Dận Lễ ở Thượng Nhạc Các trang còn viên tẩm của Hoằng Chiêm ở Hạ Nhạc Các trang, thuộc Hà Bắc, các hậu duệ về sau cũng được an táng ở xung quanh. Những năm 20 của TK 20, những phần mộ này bị đào trộm. Phần mộ của Hoằng Chiêm ở Hạ Nhạc Các trang được bảo tồn tương đối tốt.

## Quả Thân vương
Thứ tự thừa kế Quả vương phủ. Số năm lần lượt là năm sinh, năm thừa tước, năm mất; in đậm là khoảng thời gian thụ tước:
1. Quả Nghị Thân vương Dận Lễ (胤禮)
1697 - 1723 - 1737
2. Quả Cung Quận vương Hoằng Chiêm (弘曕)
1733 - 1738 - 1765
3. Quả Giản Quận vương Vĩnh Tú (永瑹)
1752 - 1765 - 1789
4. Bối lặc Miên Tòng (綿從)
1772 - 1789 - 1791
5. Dĩ cách Bối lặc Miên Luật (綿律)
1774 - 1791 - 1806 - 1832
6. Bối tử Miên Đồng (綿㣚)
1783 - 1806 - 1833
7. Phụng ân Trấn quốc Khác Thận công Dịch Tương (奕湘)
1796 - 1833 - 1881
8. Phụng ân Phụ quốc công Tái Trác (載卓)
1849 - 1881 - 1907
9. Phụng ân Phụ quốc công Phổ Diêm (溥閻)
1884 - 1907 - 1918
10. Phụng ân Phụ quốc công Dục Đĩnh (毓鋌)
1915 - 1919 - ?

### Vĩnh Xán chi hệ
- 1775 - 1800: Nhất đẳng Trấn quốc Tướng quân Vĩnh Xán (永璨) - con trai thứ hai của Hoằng Chiêm. Năm 1800 thoái tước.
- 1833 - 1862: Nhị đẳng Trấn quốc Tướng quân Dịch Văn (奕雯) - cháu trai Vĩnh Xán, con trai trưởng của Miên Đồng.
- 1862 - 1904: Tam đẳng Phụ quốc Tướng quân Tái Phẩm (載品) - con trai trưởng của Dịch Văn.
- 1905 - ?: Phụng quốc Tướng quân Phổ Đường (溥棠) - con trai trưởng của Tái Phẩm.

### Tái Khôn chi hệ
- 1857 - 1876: Dĩ cách Phụ quốc Tướng quân Tái Khôn (載坤) - con trai trưởng của Dịch Tương. Năm 1876 bị cách tước.

## Phả hệ Quả Thân vương
- - Quả Thân vương
- - Hoàng đế

|                                                      |                                                 |                                                 |                                                 |                                                 |                                                 |                                                                         |                                                                         |                                                                                       |                                                                            |                                                                            |                                                                            |                                                                            |                                                                            |              |              |                                                      |                                                      |                                                      |                                                      |                                                      |                                                      |                                                       |                                                       |                                                       |                                                       | Quá kế                                                |                                                       |                                                  |                                                  |                                       |                                       |                                       |                                       |                                       |                                       |
|                                                      |                                                 |                                                 |                                                 |                                                 |                                                 |                                                                         |                                                                         | Khang Hi Đế                                                                           |                                                                            |                                                                            |                                                                            |                                                                            |                                                                            |              |              |                                                      |                                                      |                                                      |                                                      |                                                      |                                                      |                                                       |                                                       |                                                       |                                                       |                                                       |                                                       |                                                  |                                                  |                                       |                                       |                                       |                                       |                                       |                                       |
|                                                      |                                                 |                                                 |                                                 |                                                 |                                                 |                                                                         |                                                                         |                                                                                       |                                                                            |                                                                            |                                                                            |                                                                            |                                                                            |              |              |                                                      |                                                      |                                                      |                                                      |                                                      |                                                      |                                                       |                                                       |                                                       |                                                       |                                                       |                                                       |                                                  |                                                  |                                       |                                       |                                       |                                       |                                       |                                       |
|                                                      |                                                 |                                                 |                                                 |                                                 |                                                 |                                                                         |                                                                         |                                                                                       |                                                                            |                                                                            |                                                                            |                                                                            |                                                                            |              |              |                                                      |                                                      |                                                      |                                                      |                                                      |                                                      |                                                       |                                                       |                                                       |                                                       |                                                       |                                                       |                                                  |                                                  |                                       |                                       |                                       |                                       |                                       |                                       |
|                                                      |                                                 |                                                 |                                                 |                                                 |                                                 |                                                                         |                                                                         | 4                                                                                     | 4                                                                          | 4                                                                          | 4                                                                          | 4                                                                          | 4                                                                          |              |              | 17                                                   | 17                                                   | 17                                                   | 17                                                   | 17                                                   | 17                                                   |                                                       |                                                       |                                                       |                                                       |                                                       |                                                       |                                                  |                                                  |                                       |                                       |                                       |                                       |                                       |                                       |
|                                                      |                                                 |                                                 |                                                 |                                                 |                                                 |                                                                         |                                                                         | 4                                                                                     | 4                                                                          | 4                                                                          | 4                                                                          | 4                                                                          | 4                                                                          | Ung Chính Đế | Ung Chính Đế | Ung Chính Đế                                         | Ung Chính Đế                                         | Ung Chính Đế                                         | Ung Chính Đế                                         | 17                                                   | 17                                                   |                                                       |                                                       | Quả Nghị Thân vương Doãn Lễ (1697 – 1728 – 1738)      | Quả Nghị Thân vương Doãn Lễ (1697 – 1728 – 1738)      | Quả Nghị Thân vương Doãn Lễ (1697 – 1728 – 1738)      | Quả Nghị Thân vương Doãn Lễ (1697 – 1728 – 1738)      | Quả Nghị Thân vương Doãn Lễ (1697 – 1728 – 1738) | Quả Nghị Thân vương Doãn Lễ (1697 – 1728 – 1738) |                                       |                                       |                                       |                                       |                                       |                                       |
|                                                      |                                                 |                                                 |                                                 |                                                 |                                                 |                                                                         |                                                                         |                                                                                       |                                                                            |                                                                            |                                                                            |                                                                            |                                                                            | Ung Chính Đế | Ung Chính Đế | Ung Chính Đế                                         | Ung Chính Đế                                         | Ung Chính Đế                                         | Ung Chính Đế                                         |                                                      |                                                      |                                                       |                                                       | Quả Nghị Thân vương Doãn Lễ (1697 – 1728 – 1738)      | Quả Nghị Thân vương Doãn Lễ (1697 – 1728 – 1738)      | Quả Nghị Thân vương Doãn Lễ (1697 – 1728 – 1738)      | Quả Nghị Thân vương Doãn Lễ (1697 – 1728 – 1738)      | Quả Nghị Thân vương Doãn Lễ (1697 – 1728 – 1738) | Quả Nghị Thân vương Doãn Lễ (1697 – 1728 – 1738) |                                       |                                       |                                       |                                       |                                       |                                       |
|                                                      |                                                 |                                                 |                                                 |                                                 |                                                 |                                                                         |                                                                         |                                                                                       |                                                                            |                                                                            |                                                                            |                                                                            |                                                                            |              |              |                                                      |                                                      |                                                      |                                                      |                                                      |                                                      |                                                       |                                                       |                                                       |                                                       |                                                       |                                                       |                                                  |                                                  |                                       |                                       |                                       |                                       |                                       |                                       |
|                                                      |                                                 |                                                 |                                                 |                                                 |                                                 |                                                                         |                                                                         | 6                                                                                     |                                                                            |                                                                            |                                                                            |                                                                            |                                                                            |              |              |                                                      |                                                      |                                                      |                                                      |                                                      |                                                      |                                                       |                                                       |                                                       |                                                       |                                                       |                                                       |                                                  |                                                  |                                       |                                       |                                       |                                       |                                       |                                       |
|                                                      |                                                 |                                                 |                                                 |                                                 |                                                 |                                                                         |                                                                         | Quả Cung Quận vương Hoằng Chiêm (1733 –1765)                                          |                                                                            |                                                                            |                                                                            |                                                                            |                                                                            |              |              |                                                      |                                                      |                                                      |                                                      |                                                      |                                                      |                                                       |                                                       |                                                       |                                                       |                                                       |                                                       |                                                  |                                                  |                                       |                                       |                                       |                                       |                                       |                                       |
|                                                      |                                                 |                                                 |                                                 |                                                 |                                                 |                                                                         |                                                                         |                                                                                       |                                                                            |                                                                            |                                                                            |                                                                            |                                                                            |              |              |                                                      |                                                      |                                                      |                                                      |                                                      |                                                      |                                                       |                                                       |                                                       |                                                       |                                                       |                                                       |                                                  |                                                  |                                       |                                       |                                       |                                       |                                       |                                       |
|                                                      |                                                 |                                                 |                                                 |                                                 |                                                 |                                                                         |                                                                         |                                                                                       |                                                                            |                                                                            |                                                                            |                                                                            |                                                                            |              |              |                                                      |                                                      |                                                      |                                                      |                                                      |                                                      |                                                       |                                                       |                                                       |                                                       |                                                       |                                                       |                                                  |                                                  |                                       |                                       |                                       |                                       |                                       |                                       |
| 1                                                    |                                                 |                                                 |                                                 |                                                 |                                                 |                                                                         |                                                                         |                                                                                       |                                                                            |                                                                            |                                                                            |                                                                            |                                                                            |              |              |                                                      |                                                      |                                                      |                                                      |                                                      |                                                      |                                                       |                                                       |                                                       |                                                       |                                                       |                                                       |                                                  |                                                  |                                       |                                       |                                       |                                       |                                       |                                       |
| Quả Giản Quận vương Vĩnh Tú (1752 –1765 – 1789)      | Quả Giản Quận vương Vĩnh Tú (1752 –1765 – 1789) | Quả Giản Quận vương Vĩnh Tú (1752 –1765 – 1789) | Quả Giản Quận vương Vĩnh Tú (1752 –1765 – 1789) | Quả Giản Quận vương Vĩnh Tú (1752 –1765 – 1789) | Quả Giản Quận vương Vĩnh Tú (1752 –1765 – 1789) |                                                                         |                                                                         | Nhất đẳng Trấn quốc Tướng quân Vĩnh Xán (永璨) (1753 – 1775 – 1800 – 1810)            | Nhất đẳng Trấn quốc Tướng quân Vĩnh Xán (永璨) (1753 – 1775 – 1800 – 1810) | Nhất đẳng Trấn quốc Tướng quân Vĩnh Xán (永璨) (1753 – 1775 – 1800 – 1810) | Nhất đẳng Trấn quốc Tướng quân Vĩnh Xán (永璨) (1753 – 1775 – 1800 – 1810) | Nhất đẳng Trấn quốc Tướng quân Vĩnh Xán (永璨) (1753 – 1775 – 1800 – 1810) | Nhất đẳng Trấn quốc Tướng quân Vĩnh Xán (永璨) (1753 – 1775 – 1800 – 1810) |              |              |                                                      |                                                      |                                                      |                                                      |                                                      |                                                      |                                                       |                                                       |                                                       |                                                       |                                                       |                                                       |                                                  |                                                  |                                       |                                       |                                       |                                       |                                       |                                       |
| Quả Giản Quận vương Vĩnh Tú (1752 –1765 – 1789)      | Quả Giản Quận vương Vĩnh Tú (1752 –1765 – 1789) | Quả Giản Quận vương Vĩnh Tú (1752 –1765 – 1789) | Quả Giản Quận vương Vĩnh Tú (1752 –1765 – 1789) | Quả Giản Quận vương Vĩnh Tú (1752 –1765 – 1789) | Quả Giản Quận vương Vĩnh Tú (1752 –1765 – 1789) |                                                                         |                                                                         | Nhất đẳng Trấn quốc Tướng quân Vĩnh Xán (永璨) (1753 – 1775 – 1800 – 1810)            | Nhất đẳng Trấn quốc Tướng quân Vĩnh Xán (永璨) (1753 – 1775 – 1800 – 1810) | Nhất đẳng Trấn quốc Tướng quân Vĩnh Xán (永璨) (1753 – 1775 – 1800 – 1810) | Nhất đẳng Trấn quốc Tướng quân Vĩnh Xán (永璨) (1753 – 1775 – 1800 – 1810) | Nhất đẳng Trấn quốc Tướng quân Vĩnh Xán (永璨) (1753 – 1775 – 1800 – 1810) | Nhất đẳng Trấn quốc Tướng quân Vĩnh Xán (永璨) (1753 – 1775 – 1800 – 1810) |              |              |                                                      |                                                      |                                                      |                                                      |                                                      |                                                      |                                                       |                                                       |                                                       |                                                       |                                                       |                                                       |                                                  |                                                  |                                       |                                       |                                       |                                       |                                       |                                       |
|                                                      |                                                 |                                                 |                                                 |                                                 |                                                 |                                                                         |                                                                         |                                                                                       |                                                                            |                                                                            |                                                                            |                                                                            |                                                                            |              |              |                                                      |                                                      |                                                      |                                                      |                                                      |                                                      |                                                       |                                                       |                                                       |                                                       |                                                       |                                                       |                                                  |                                                  |                                       |                                       |                                       |                                       |                                       |                                       |
| 1                                                    | 1                                               | 1                                               | 1                                               | 1                                               | 1                                               |                                                                         |                                                                         | 1                                                                                     | 1                                                                          | 1                                                                          | 1                                                                          | 1                                                                          | 1                                                                          |              |              | 3                                                    | 3                                                    | 3                                                    | 3                                                    | 3                                                    | 3                                                    |                                                       |                                                       |                                                       |                                                       |                                                       |                                                       |                                                  |                                                  |                                       |                                       |                                       |                                       |                                       |                                       |
| 1                                                    | 1                                               | 1                                               | 1                                               | 1                                               | 1                                               | Bối lặc Miên Tòng (1772 – 1790 – 1791)                                  | Bối lặc Miên Tòng (1772 – 1790 – 1791)                                  | Bối lặc Miên Tòng (1772 – 1790 – 1791)                                                | Bối lặc Miên Tòng (1772 – 1790 – 1791)                                     | Bối lặc Miên Tòng (1772 – 1790 – 1791)                                     | Bối lặc Miên Tòng (1772 – 1790 – 1791)                                     | 1                                                                          | 1                                                                          |              |              | 3                                                    | 3                                                    | 3                                                    | 3                                                    | 3                                                    | 3                                                    | Dĩ cách Bối lặc Miên Luật (1774 – 1791 – 1806 – 1832) | Dĩ cách Bối lặc Miên Luật (1774 – 1791 – 1806 – 1832) | Dĩ cách Bối lặc Miên Luật (1774 – 1791 – 1806 – 1832) | Dĩ cách Bối lặc Miên Luật (1774 – 1791 – 1806 – 1832) | Dĩ cách Bối lặc Miên Luật (1774 – 1791 – 1806 – 1832) | Dĩ cách Bối lặc Miên Luật (1774 – 1791 – 1806 – 1832) |                                                  |                                                  | Bối tử Miên Đồng (1783 – 1806 – 1833) | Bối tử Miên Đồng (1783 – 1806 – 1833) | Bối tử Miên Đồng (1783 – 1806 – 1833) | Bối tử Miên Đồng (1783 – 1806 – 1833) | Bối tử Miên Đồng (1783 – 1806 – 1833) | Bối tử Miên Đồng (1783 – 1806 – 1833) |
|                                                      |                                                 |                                                 |                                                 |                                                 |                                                 | Bối lặc Miên Tòng (1772 – 1790 – 1791)                                  | Bối lặc Miên Tòng (1772 – 1790 – 1791)                                  | Bối lặc Miên Tòng (1772 – 1790 – 1791)                                                | Bối lặc Miên Tòng (1772 – 1790 – 1791)                                     | Bối lặc Miên Tòng (1772 – 1790 – 1791)                                     | Bối lặc Miên Tòng (1772 – 1790 – 1791)                                     |                                                                            |                                                                            |              |              |                                                      |                                                      |                                                      |                                                      |                                                      |                                                      | Dĩ cách Bối lặc Miên Luật (1774 – 1791 – 1806 – 1832) | Dĩ cách Bối lặc Miên Luật (1774 – 1791 – 1806 – 1832) | Dĩ cách Bối lặc Miên Luật (1774 – 1791 – 1806 – 1832) | Dĩ cách Bối lặc Miên Luật (1774 – 1791 – 1806 – 1832) | Dĩ cách Bối lặc Miên Luật (1774 – 1791 – 1806 – 1832) | Dĩ cách Bối lặc Miên Luật (1774 – 1791 – 1806 – 1832) |                                                  |                                                  | Bối tử Miên Đồng (1783 – 1806 – 1833) | Bối tử Miên Đồng (1783 – 1806 – 1833) | Bối tử Miên Đồng (1783 – 1806 – 1833) | Bối tử Miên Đồng (1783 – 1806 – 1833) | Bối tử Miên Đồng (1783 – 1806 – 1833) | Bối tử Miên Đồng (1783 – 1806 – 1833) |
|                                                      |                                                 |                                                 |                                                 |                                                 |                                                 |                                                                         |                                                                         |                                                                                       |                                                                            |                                                                            |                                                                            |                                                                            |                                                                            |              |              |                                                      |                                                      |                                                      |                                                      |                                                      |                                                      |                                                       |                                                       |                                                       |                                                       |                                                       |                                                       |                                                  |                                                  |                                       |                                       |                                       |                                       |                                       |                                       |
|                                                      |                                                 |                                                 |                                                 |                                                 |                                                 |                                                                         |                                                                         | 1                                                                                     |                                                                            |                                                                            |                                                                            |                                                                            |                                                                            |              |              |                                                      |                                                      |                                                      |                                                      |                                                      |                                                      |                                                       |                                                       |                                                       |                                                       |                                                       |                                                       |                                                  |                                                  |                                       |                                       |                                       |                                       |                                       |                                       |
|                                                      |                                                 |                                                 |                                                 |                                                 |                                                 |                                                                         |                                                                         | Phụng ân Trấn quốc Khác Thận công (Hàm Bối tử) Dịch Tương (1796 – 1833 – 1872 – 1881) |                                                                            |                                                                            |                                                                            |                                                                            |                                                                            |              |              |                                                      |                                                      |                                                      |                                                      |                                                      |                                                      |                                                       |                                                       |                                                       |                                                       |                                                       |                                                       |                                                  |                                                  |                                       |                                       |                                       |                                       |                                       |                                       |
|                                                      |                                                 |                                                 |                                                 |                                                 |                                                 |                                                                         |                                                                         |                                                                                       |                                                                            |                                                                            |                                                                            |                                                                            |                                                                            |              |              |                                                      |                                                      |                                                      |                                                      |                                                      |                                                      |                                                       |                                                       |                                                       |                                                       |                                                       |                                                       |                                                  |                                                  |                                       |                                       |                                       |                                       |                                       |                                       |
|                                                      |                                                 |                                                 |                                                 |                                                 |                                                 |                                                                         |                                                                         |                                                                                       |                                                                            |                                                                            |                                                                            |                                                                            |                                                                            |              |              |                                                      |                                                      |                                                      |                                                      |                                                      |                                                      |                                                       |                                                       |                                                       |                                                       |                                                       |                                                       |                                                  |                                                  |                                       |                                       |                                       |                                       |                                       |                                       |
| 1                                                    | 1                                               | 1                                               | 1                                               | 1                                               | 1                                               |                                                                         |                                                                         | 3                                                                                     | 3                                                                          | 3                                                                          | 3                                                                          | 3                                                                          | 3                                                                          |              |              |                                                      |                                                      |                                                      |                                                      |                                                      |                                                      |                                                       |                                                       |                                                       |                                                       |                                                       |                                                       |                                                  |                                                  |                                       |                                       |                                       |                                       |                                       |                                       |
| 1                                                    | 1                                               | 1                                               | 1                                               | 1                                               | 1                                               | Dĩ cách Phụ quốc Tướng quân Tái Khôn (載坤) (1834 – 1857 – 1876 – 1890) | Dĩ cách Phụ quốc Tướng quân Tái Khôn (載坤) (1834 – 1857 – 1876 – 1890) | Dĩ cách Phụ quốc Tướng quân Tái Khôn (載坤) (1834 – 1857 – 1876 – 1890)               | Dĩ cách Phụ quốc Tướng quân Tái Khôn (載坤) (1834 – 1857 – 1876 – 1890)    | Dĩ cách Phụ quốc Tướng quân Tái Khôn (載坤) (1834 – 1857 – 1876 – 1890)    | Dĩ cách Phụ quốc Tướng quân Tái Khôn (載坤) (1834 – 1857 – 1876 – 1890)    | 3                                                                          | 3                                                                          |              |              | Phụng ân Phụ quốc công Tái Trác (1849 – 1881 – 1907) | Phụng ân Phụ quốc công Tái Trác (1849 – 1881 – 1907) | Phụng ân Phụ quốc công Tái Trác (1849 – 1881 – 1907) | Phụng ân Phụ quốc công Tái Trác (1849 – 1881 – 1907) | Phụng ân Phụ quốc công Tái Trác (1849 – 1881 – 1907) | Phụng ân Phụ quốc công Tái Trác (1849 – 1881 – 1907) |                                                       |                                                       |                                                       |                                                       |                                                       |                                                       |                                                  |                                                  |                                       |                                       |                                       |                                       |                                       |                                       |
|                                                      |                                                 |                                                 |                                                 |                                                 |                                                 | Dĩ cách Phụ quốc Tướng quân Tái Khôn (載坤) (1834 – 1857 – 1876 – 1890) | Dĩ cách Phụ quốc Tướng quân Tái Khôn (載坤) (1834 – 1857 – 1876 – 1890) | Dĩ cách Phụ quốc Tướng quân Tái Khôn (載坤) (1834 – 1857 – 1876 – 1890)               | Dĩ cách Phụ quốc Tướng quân Tái Khôn (載坤) (1834 – 1857 – 1876 – 1890)    | Dĩ cách Phụ quốc Tướng quân Tái Khôn (載坤) (1834 – 1857 – 1876 – 1890)    | Dĩ cách Phụ quốc Tướng quân Tái Khôn (載坤) (1834 – 1857 – 1876 – 1890)    |                                                                            |                                                                            |              |              | Phụng ân Phụ quốc công Tái Trác (1849 – 1881 – 1907) | Phụng ân Phụ quốc công Tái Trác (1849 – 1881 – 1907) | Phụng ân Phụ quốc công Tái Trác (1849 – 1881 – 1907) | Phụng ân Phụ quốc công Tái Trác (1849 – 1881 – 1907) | Phụng ân Phụ quốc công Tái Trác (1849 – 1881 – 1907) | Phụng ân Phụ quốc công Tái Trác (1849 – 1881 – 1907) |                                                       |                                                       |                                                       |                                                       |                                                       |                                                       |                                                  |                                                  |                                       |                                       |                                       |                                       |                                       |                                       |
|                                                      |                                                 |                                                 |                                                 |                                                 |                                                 |                                                                         |                                                                         | 1                                                                                     |                                                                            |                                                                            |                                                                            |                                                                            |                                                                            |              |              |                                                      |                                                      |                                                      |                                                      |                                                      |                                                      |                                                       |                                                       |                                                       |                                                       |                                                       |                                                       |                                                  |                                                  |                                       |                                       |                                       |                                       |                                       |                                       |
| Phổ Trân (溥鉁) (1885 – 1920)                        | Phổ Trân (溥鉁) (1885 – 1920)                   | Phổ Trân (溥鉁) (1885 – 1920)                   | Phổ Trân (溥鉁) (1885 – 1920)                   | Phổ Trân (溥鉁) (1885 – 1920)                   | Phổ Trân (溥鉁) (1885 – 1920)                   |                                                                         |                                                                         | Phụng ân Phụ quốc công Phổ Diêm (1884 – 1907 – 1918)                                  | Phụng ân Phụ quốc công Phổ Diêm (1884 – 1907 – 1918)                       | Phụng ân Phụ quốc công Phổ Diêm (1884 – 1907 – 1918)                       | Phụng ân Phụ quốc công Phổ Diêm (1884 – 1907 – 1918)                       | Phụng ân Phụ quốc công Phổ Diêm (1884 – 1907 – 1918)                       | Phụng ân Phụ quốc công Phổ Diêm (1884 – 1907 – 1918)                       |              |              |                                                      |                                                      |                                                      |                                                      |                                                      |                                                      |                                                       |                                                       |                                                       |                                                       |                                                       |                                                       |                                                  |                                                  |                                       |                                       |                                       |                                       |                                       |                                       |
| Phổ Trân (溥鉁) (1885 – 1920)                        | Phổ Trân (溥鉁) (1885 – 1920)                   | Phổ Trân (溥鉁) (1885 – 1920)                   | Phổ Trân (溥鉁) (1885 – 1920)                   | Phổ Trân (溥鉁) (1885 – 1920)                   | Phổ Trân (溥鉁) (1885 – 1920)                   |                                                                         |                                                                         | Phụng ân Phụ quốc công Phổ Diêm (1884 – 1907 – 1918)                                  | Phụng ân Phụ quốc công Phổ Diêm (1884 – 1907 – 1918)                       | Phụng ân Phụ quốc công Phổ Diêm (1884 – 1907 – 1918)                       | Phụng ân Phụ quốc công Phổ Diêm (1884 – 1907 – 1918)                       | Phụng ân Phụ quốc công Phổ Diêm (1884 – 1907 – 1918)                       | Phụng ân Phụ quốc công Phổ Diêm (1884 – 1907 – 1918)                       |              |              |                                                      |                                                      |                                                      |                                                      |                                                      |                                                      |                                                       |                                                       |                                                       |                                                       |                                                       |                                                       |                                                  |                                                  |                                       |                                       |                                       |                                       |                                       |                                       |
|                                                      |                                                 |                                                 |                                                 |                                                 |                                                 |                                                                         |                                                                         |                                                                                       |                                                                            |                                                                            |                                                                            |                                                                            |                                                                            |              |              |                                                      |                                                      |                                                      |                                                      |                                                      |                                                      |                                                       |                                                       |                                                       |                                                       |                                                       |                                                       |                                                  |                                                  |                                       |                                       |                                       |                                       |                                       |                                       |
| 1                                                    |                                                 |                                                 |                                                 |                                                 |                                                 |                                                                         |                                                                         |                                                                                       |                                                                            |                                                                            |                                                                            |                                                                            |                                                                            |              |              |                                                      |                                                      |                                                      |                                                      |                                                      |                                                      |                                                       |                                                       |                                                       |                                                       |                                                       |                                                       |                                                  |                                                  |                                       |                                       |                                       |                                       |                                       |                                       |
| Phụng ân Phụ quốc công Dục Đĩnh (毓鋌) (1919 – 1945) |                                                 |                                                 |                                                 |                                                 |                                                 |                                                                         |                                                                         |                                                                                       |                                                                            |                                                                            |                                                                            |                                                                            |                                                                            |              |              |                                                      |                                                      |                                                      |                                                      |                                                      |                                                      |                                                       |                                                       |                                                       |                                                       |                                                       |                                                       |                                                  |                                                  |                                       |                                       |                                       |                                       |                                       |                                       |